# Office Document Query
Office Document Query（缩写：ODQ）即通用流式文档查询语言。它是一种通用于不同文档格式的查询语言。
目前世界上流行的流式文档的标准格式有：OOXML、ODF、UOF。不同格式有着不同的访问接口。Office Document Query针对流式文档，在一定程度上屏蔽文档格式和版本的差异，提供统一的访问接口。

## 产生背景
网络上存在着大量非常有价值的文档，包括学术论文、数据资料、课件、简历等，它们大多以流式办公文档形式存在。这些文档质量较高、相关性强，并且垃圾信息较少。但由于流式文档格式种类繁多，且各自的文档模型差别较大，因此，尽管有人在互操作方面做了很多贡献，但文档格式间的互操作还是困难重重。这给开发者和普通用户都带来了不少的麻烦。

目前世界上流行的流式文档的标准格式有：OOXML、ODF、UOF。不同格式有着不同的访问接口。
其存在的问题有：
- 访问接口不统一、数据兼容困难。
- API与文档格式相关
- 与编程语言相关
- 二次开发困难

Open Document Query针对流式文档:
- 屏蔽文档格式和版本的差异，提供统一的访问接口
- 实现应用层和数据处理的分离
- 与编程语言无关
- 可嵌入到协议中远程访问文档，也可访问本地的文档
- 简化二次开发

## 文档模型及语法扁平化处理[1]

### 通用文档模型
- Office Document Query通用文档模型，提取三大主流办公文档格式的文档模型的共性，从用户角度入手，保留及更改部分节点。
- 扁平化是管理学中经典的概念。

对于ODQ而言数据是个总谱包括文档元数据、文本、式样等。如果说使用API为的是获得丰富多样的功能支持，那么使用ODQ就是为了更直接地操作数据。既然总谱是数据，那么文档模型就必须围绕数据而建。ODQ文档模型的扁平化，就是要精简文档结构层数。通过认真分析用户需求，将普通用户最关心也是最常用的文档数据比如text、style等，从底层提高到更高的层次中，并且不限制它们在文档模型中出现的次数。也就是说以往被放置于底层的文档对象，有可能同时出现在除顶层节点之外的任意节点下。

### 语法扁平化处理
Office Document Query查询语法参考数据库查询语言SQL（Structured Query Language）。Office Document Query面对处在不同位置的文档数据，提供几种简单的通用结构来覆盖全部查询操作。Office Document Query语法分为GET、UPDATE、DELETE、INSERT这四大类，分别完成查询、修改、删除和插入的任务。Office Document Query按照英语的语法规则，采用关键字of来替换多线型结构中的箭头，联通各条线，形成一条数据通路。

## 常用语法

### 语法格式
GET  属性1,[属性2,…]  | 式样1,[式样2,…]  | 节点1 [all|序号|范围]
FROM 节点[all|序号|范围] [of节点[all|序号|范围] …] of Document
[WHERE {属性1=值1,[属性2=值2…]|式样1=值1,[式样2=值2]…} ]

### 说明
GET子句：指明要查询的内容，包括三类：节点属性、节点式样和节点对象。
FROM子句：FROM关键字后面是路径表达式。
WHERE子句：Where子句中的谓词用于对结果进行过滤，只返回满足特定标准的节点或属性，多个条件之间可以用 and、or等谓词连接。

## 书写理由
Office Document Query为流式文档的查询提供了独特的见解与方法。

### 引用
1. ↑  凌峰. . 计算机应用研究. 2015: 1–3  [2015-05-20]. ISSN 1001-3695. doi:10.3969/j.issn.1001-3695.2015.06.032. （原始内容存档于2022-09-13）.

### 书目
- 唐燕; 田英爱; 李宁; 刘旭红. . 计算机工程与设计. 2014, 35 (4): 1458–1464. ISSN 1000-7024. doi:10.16208/j.issn1000-7024.2014.04.052. CNKI SJSJ201404064.